# فهرست شهرهای کارولینای جنوبی
| نام                                | نوع    | جمعیت (۲۰۱۰) |
| ---------------------------------- | ------ | ------------ |
| ابیویل، کارولینای جنوبی            | ciudad | ۵۲۳۷         |
| ایکن، کارولینای جنوبی              | ciudad | ۲۹۵۲۴        |
| الکولو، کارولینای جنوبی            | CDP    | ۴۲۹          |
| آلندال، کارولینای جنوبی            | pueblo | ۳۴۸۲         |
| اندرسون، کارولینای جنوبی           | ciudad | ۲۶۶۸۶        |
| اندروز، کارولینای جنوبی            | pueblo | ۲۸۶۱         |
| انترویل، کارولینای جنوبی           | CDP    | ۱۴۰          |
| Arcadia                            | CDP    | ۲۶۳۴         |
| آرکیدیا لیک، کارولینای جنوبی       | pueblo | ۸۶۱          |
| آریال، کارولینای جنوبی             | CDP    | ۲۵۴۳         |
| آتلانتیک بیچ، کارولینای جنوبی      | pueblo | ۳۳۴          |
| اونداو، کارولینای جنوبی            | pueblo | ۱۲۹۴         |
| اینور، کارولینای جنوبی             | pueblo | ۵۶۰          |
| بمبرگ، کارولینای جنوبی             | pueblo | ۳۶۰۷         |
| بارنول، کارولینای جنوبی            | ciudad | ۴۷۵۰         |
| باتسبورگ-لسویل، کارولینای جنوبی    | pueblo | ۵۳۶۲         |
| بووفرت، کارولینای جنوبی            | ciudad | ۱۲۳۶۱        |
| بلتون، کارولینای جنوبی             | ciudad | ۴۱۳۴         |
| بلویدیر، کارولینای جنوبی           | CDP    | ۵۷۹۲         |
| بنتسویل، کارولینای جنوبی           | ciudad | ۹۰۶۹         |
| بریا، کارولینای جنوبی              | CDP    | ۱۴۲۹۵        |
| بتیون، کارولینای جنوبی             | pueblo | ۳۳۴          |
| بیشوپویل، کارولینای جنوبی          | ciudad | ۳۴۷۱         |
| بلکسبورگ، کارولینای جنوبی          | pueblo | ۱۸۴۸         |
| بلاکویل، کارولینای جنوبی           | pueblo | ۲۴۰۶         |
| بلنم، کارولینای جنوبی              | pueblo | ۱۵۴          |
| بلوفتون، کارولینای جنوبی           | pueblo | ۱۲۵۳۰        |
| بلیتوود، کارولینای جنوبی           | pueblo | ۲۰۳۴         |
| بویلینگ اسپرینگز، کارولینای جنوبی  | CDP    | ۸۲۱۹         |
| بوناو، کارولینای جنوبی             | pueblo | ۴۸۷          |
| بوناو بیچ، کارولینای جنوبی         | CDP    | ۱۹۲۹         |
| بوومن، کارولینای جنوبی             | pueblo | ۹۶۸          |
| بویکین، کارولینای جنوبی            | CDP    | ۱۰۰          |
| بردلی، کارولینای جنوبی             | CDP    | ۱۷۰          |
| برانچویل، کارولینای جنوبی          | pueblo | ۱۰۲۴         |
| بریارکلیف ایکر، کارولینای جنوبی    | pueblo | ۴۵۷          |
| بروکدال، کارولینای جنوبی           | CDP    | ۴۸۷۳         |
| برونسون، کارولینای جنوبی           | pueblo | ۵۵۴          |
| بوکسپورت، کارولینای جنوبی          | CDP    | ۸۷۶          |
| بوفالو، کارولینای جنوبی            | CDP    | ۱۲۶۶         |
| بورنتوون، کارولینای جنوبی          | pueblo | ۲۶۷۳         |
| بورتن، کارولینای جنوبی             | CDP    | ۶۹۷۶         |
| کلهون فالز، کارولینای جنوبی        | pueblo | ۲۰۰۴         |
| کمدن، کارولینای جنوبی              | ciudad | ۶۸۳۸         |
| کامرون، کارولینای جنوبی            | pueblo | ۴۲۴          |
| کمپبلوو، کارولینای جنوبی           | pueblo | ۵۰۲          |
| کین سونا، کارولینای جنوبی          | CDP    | ۱۱۱۷         |
| کارلایل، کارولینای جنوبی           | pueblo | ۴۳۶          |
| کتباً، کارولینای جنوبی              | CDP    | ۱۳۴۳         |
| کیسی، کارولینای جنوبی              | ciudad | ۱۲۵۲۸        |
| سنترویل، کارولینای جنوبی           | CDP    | ۶۵۸۶         |
| سنترل، کارولینای جنوبی             | pueblo | ۵۱۵۹         |
| سنترل پاکولت، کارولینای جنوبی      | pueblo | ۲۱۶          |
| چاپین، کارولینای جنوبی             | pueblo | ۱۴۴۵         |
| چارلستون، کارولینای جنوبی          | ciudad | ۱۲۰،۰۸۳      |
| چراو، کارولینای جنوبی              | pueblo | ۵۸۵۱         |
| چریوال، کارولینای جنوبی            | CDP    | ۲۴۹۶         |
| چسنی، کارولینای جنوبی              | ciudad | ۸۶۸          |
| چستر، کارولینای جنوبی              | ciudad | ۵۶۰۷         |
| چسترفیلد، کارولینای جنوبی          | pueblo | ۱۴۷۲         |
| سیتی ویو، کارولینای جنوبی          | CDP    | ۱۳۴۵         |
| کلارک هیل، کارولینای جنوبی         | CDP    | ۳۸۱          |
| کلیروتر، کارولینای جنوبی           | CDP    | ۴۳۷۰         |
| کلمسون، کارولینای جنوبی            | ciudad | ۱۳۹۰۵        |
| کلیفتون، کارولینای جنوبی           | CDP    | ۵۴۱          |
| کلینتون، کارولینای جنوبی           | ciudad | ۸۴۹۰         |
| کلیو، کارولینای جنوبی              | pueblo | ۷۲۶          |
| کلوور، کارولینای جنوبی             | pueblo | ۵۰۹۴         |
| کوکسبوری، کارولینای جنوبی          | CDP    | ۲۱۵          |
| کلمبیا، کارولینای جنوبی            | ciudad | ۱۲۹،۲۷۲      |
| کانورس، کارولینای جنوبی            | CDP    | ۶۰۸          |
| کانوی، کارولینای جنوبی             | ciudad | ۱۷۱۰۳        |
| کوپ، کارولینای جنوبی               | pueblo | ۷۷           |
| کردووا، کارولینای جنوبی            | pueblo | ۱۶۹          |
| کوروناک، کارولینای جنوبی           | CDP    | ۱۹۱          |
| کوتاگویل، کارولینای جنوبی          | pueblo | ۷۶۲          |
| کاورد، کارولینای جنوبی             | pueblo | ۷۵۲          |
| کووپنس، کارولینای جنوبی            | pueblo | ۲۱۶۲         |
| کرس انکر، کارولینای جنوبی          | CDP    | ۱۲۶          |
| کرس هیل، کارولینای جنوبی           | pueblo | ۵۰۷          |
| دالزل، کارولینای جنوبی             | CDP    | ۳۰۵۹         |
| دارلینگتون، کارولینای جنوبی        | ciudad | ۶۲۸۹         |
| دانمارک، کارولینای جنوبی           | ciudad | ۳۵۳۸         |
| دنتسویل، کارولینای جنوبی           | CDP    | ۱۴۰۶۲        |
| دیلون، کارولینای جنوبی             | ciudad | ۶۷۸۸         |
| دونالد، کارولینای جنوبی            | pueblo | ۳۴۸          |
| دو وست، کارولینای جنوبی            | pueblo | ۱۲۴۷         |
| دانکن، کارولینای جنوبی             | pueblo | ۳۱۸۱         |
| دونان، کارولینای جنوبی             | CDP    | ۳۶۷۱         |
| ایزلی، کارولینای جنوبی             | ciudad | ۱۹۹۹۳        |
| ایست گفنی، کارولینای جنوبی         | CDP    | ۳۰۸۵         |
| استوور، کارولینای جنوبی            | pueblo | ۸۱۳          |
| ایست سامتر، کارولینای جنوبی        | CDP    | ۱۳۴۳         |
| ادگفیلد، کارولینای جنوبی           | pueblo | ۴۷۵۰         |
| ادیستو، کارولینای جنوبی            | CDP    | ۲۵۵۹         |
| ادیستو بیچ، کارولینای جنوبی        | pueblo | ۴۱۴          |
| اهرهاردت، کارولینای جنوبی          | pueblo | ۵۴۵          |
| الجین، کارولینای جنوبی             | pueblo | ۱۳۱۱         |
| الجین، (کارولینای جنوبی)           | CDP    | ۲۶۰۷         |
| الکو، کارولینای جنوبی              | pueblo | ۱۹۳          |
| الوری، کارولینای جنوبی             | pueblo | ۶۹۲          |
| انوری، کارولینای جنوبی             | CDP    | ۶۶۵          |
| استیل، کارولینای جنوبی             | pueblo | ۲۰۴۰         |
| یوریکا میل، کارولینای جنوبی        | CDP    | ۱۴۷۶         |
| اوتاوویل، کارولینای جنوبی          | pueblo | ۳۱۵          |
| فایرفاکس، کارولینای جنوبی          | pueblo | ۲۰۲۵         |
| فایرفورست، کارولینای جنوبی         | CDP    | ۱۶۹۳         |
| فر پلی، کارولینای جنوبی            | CDP    | ۶۸۷          |
| فینگرویل، کارولینای جنوبی          | CDP    | ۱۳۴          |
| فایو فرک، کارولینای جنوبی          | CDP    | ۱۴۱۴۰        |
| فلرنس، کارولینای جنوبی             | ciudad | ۳۷۰۵۶        |
| فالی بیچ، کارولینای جنوبی          | ciudad | ۲۶۱۷         |
| فریست ایکر، کارولینای جنوبی        | ciudad | ۱۰۳۶۱        |
| فورستبروک، کارولینای جنوبی         | CDP    | ۴۶۱۲         |
| فرت لن، کارولینای جنوبی            | pueblo | ۸۹۵          |
| فرت میل، کارولینای جنوبی           | pueblo | ۱۰۸۱۱        |
| فاونتن این، کارولینای جنوبی        | ciudad | ۷۷۹۹         |
| فورمان، کارولینای جنوبی            | pueblo | ۲۳۹          |
| گدزدن، کارولینای جنوبی             | CDP    | ۱۶۳۲         |
| گفنی، کارولینای جنوبی              | ciudad | ۱۲۴۱۴        |
| گانت، کارولینای جنوبی              | CDP    | ۱۴۲۲۹        |
| گاردن سیتی، کارولینای جنوبی        | CDP    | ۹۲۰۹         |
| گستن، کارولینای جنوبی              | pueblo | ۱۶۴۵         |
| گیل میل، کارولینای جنوبی           | CDP    | ۹۱۳          |
| جرجتاون، کارولینای جنوبی           | ciudad | ۹۱۶۳         |
| گیففورد، کارولینای جنوبی           | pueblo | ۲۸۸          |
| گیلبرت، کارولینای جنوبی            | pueblo | ۵۶۵          |
| گلندیل، کارولینای جنوبی            | CDP    | ۳۰۷          |
| گلوورویل، کارولینای جنوبی          | CDP    | ۲۸۳۱         |
| گوولدن گروو، کارولینای جنوبی       | CDP    | ۲۴۶۷         |
| گوس کریک، کارولینای جنوبی          | ciudad | ۳۵۹۳۸        |
| گووان، کارولینای جنوبی             | pueblo | ۶۵           |
| گراملینگ، کارولینای جنوبی          | CDP    | ۸۶           |
| گرانیتویل، کارولینای جنوبی         | CDP    | ۲۶۱۴         |
| گری کرت، کارولینای جنوبی           | pueblo | ۷۹۵          |
| گریت فلز، کارولینای جنوبی          | pueblo | ۱۹۷۹         |
| گرلیویل، کارولینای جنوبی           | pueblo | ۴۳۸          |
| گرینویل، کارولینای جنوبی           | ciudad | ۵۸۴۰۹        |
| گرینوود، کارولینای جنوبی           | ciudad | ۲۳۲۲۲        |
| گریر، کارولینای جنوبی              | ciudad | ۲۵۵۱۵        |
| همپتون، کارولینای جنوبی            | pueblo | ۲۸۰۸         |
| هنهن، کارولینای جنوبی              | ciudad | ۱۷۹۹۷        |
| هاردویل، کارولینای جنوبی           | ciudad | ۲۹۵۲         |
| هارلیویل، کارولینای جنوبی          | pueblo | ۶۷۷          |
| هارتسویل، کارولینای جنوبی          | ciudad | ۷۷۶۴         |
| هیت اسپرینگز، کارولینای جنوبی      | pueblo | ۷۹۰          |
| همینگوی، کارولینای جنوبی           | pueblo | ۴۵۹          |
| هیکوری گروو، کارولینای جنوبی       | pueblo | ۴۴۰          |
| هیلدا، کارولینای جنوبی             | pueblo | ۴۴۷          |
| هیلتن هد آیلند، کارولینای جنوبی    | pueblo | ۳۷۰۹۹        |
| هاجیز، کارولینای جنوبی             | pueblo | ۱۵۵          |
| هالی هیل، کارولینای جنوبی          | pueblo | ۱۲۷۷         |
| هالیوود، کارولینای جنوبی           | pueblo | ۴۷۱۴         |
| هوملند پارک، کارولینای جنوبی       | CDP    | ۶۲۹۶         |
| هونا پت، کارولینای جنوبی           | pueblo | ۳۵۹۷         |
| هاپکینز، کارولینای جنوبی           | CDP    | ۲۸۸۲         |
| ایندیا هوک، کارولینای جنوبی        | CDP    | ۳۳۲۸         |
| اینمان، کارولینای جنوبی            | ciudad | ۲۳۲۱         |
| اینمان میلز، کارولینای جنوبی       | CDP    | ۱۰۵۰         |
| ایرمو، کارولینای جنوبی             | pueblo | ۱۱۰۹۷        |
| روین، کارولینای جنوبی              | CDP    | ۱۴۰۵         |
| ایسلاندتون، کارولینای جنوبی        | CDP    | ۷۰           |
| آیل آو پام، کارولینای جنوبی        | ciudad | ۴۱۳۳         |
| آیوا، کارولینای جنوبی              | pueblo | ۱۲۱۸         |
| جکسون، کارولینای جنوبی             | pueblo | ۱۷۰۰         |
| جاکسون‌بورو، کارولینای جنوبی        | CDP    | ۴۷۸          |
| جیمزتاون، کارولینای جنوبی          | pueblo | ۷۲           |
| جفرسون، کارولینای جنوبی            | pueblo | ۷۵۳          |
| جنکینسویل، کارولینای جنوبی         | pueblo | ۴۶           |
| جوون، کارولینای جنوبی              | CDP    | ۱۵۳۹         |
| جانسونویل، کارولینای جنوبی         | ciudad | ۱۴۸۰         |
| جانستون، کارولینای جنوبی           | pueblo | ۲۳۶۲         |
| جانسویل، کارولینای جنوبی           | pueblo | ۹۱۱          |
| جادسون، کارولینای جنوبی            | CDP    | ۲۰۵۰         |
| کرشاو، کارولینای جنوبی             | pueblo | ۱۸۰۳         |
| کیاواه آیلند، کارولینای جنوبی      | pueblo | ۱۶۲۶         |
| کینگستر، کارولینای جنوبی           | pueblo | ۳۳۲۸         |
| کیلاین، کارولینای جنوبی            | pueblo | ۱۹۷          |
| لادسون، کارولینای جنوبی            | CDP    | ۱۳۷۹۰        |
| لیک سیتی، کارولینای جنوبی          | ciudad | ۶۶۷۵         |
| لیک مری آو ریچلند، کارولینای جنوبی | CDP    | ۵۴۸۴         |
| لیک سیسشن، کارولینای جنوبی         | CDP    | ۱۰۸۳         |
| لیک ویو، کارولینای جنوبی           | pueblo | ۸۰۷          |
| لیکوود، کارولینای جنوبی            | CDP    | ۳۰۳۲         |
| لیک وایلی، کارولینای جنوبی         | CDP    | ۸۸۴۱         |
| لمار، کارولینای جنوبی              | pueblo | ۹۸۹          |
| لنکستر، کارولینای جنوبی            | ciudad | ۸۵۲۶         |
| لاندروم، کارولینای جنوبی           | ciudad | ۲۳۷۶         |
| لین، کارولینای جنوبی               | pueblo | ۵۰۸          |
| لنگلی، کارولینای جنوبی             | CDP    | ۱۴۴۷         |
| لاتا، کارولینای جنوبی              | pueblo | ۱۳۷۹         |
| لرل بی، کارولینای جنوبی            | CDP    | ۵۸۹۱         |
| لرنز، کارولینای جنوبی              | ciudad | ۹۱۳۹         |
| لسلی، کارولینای جنوبی              | CDP    | ۳۱۱۲         |
| لکسینگتون، کارولینای جنوبی         | pueblo | ۱۷۸۷۰        |
| لیبرتی، کارولینای جنوبی            | ciudad | ۳۲۶۹         |
| لینکولنویل، کارولینای جنوبی        | pueblo | ۱۱۳۹         |
| لیتل ماونتن، کارولینای جنوبی       | pueblo | ۲۹۱          |
| لیتل ریور، کارولینای جنوبی         | CDP    | ۸۹۶۰         |
| لیوینگستون، کارولینای جنوبی        | pueblo | ۱۳۶          |
| لاکهارت، کارولینای جنوبی           | pueblo | ۴۸۸          |
| لاج، کارولینای جنوبی               | pueblo | ۱۲۰          |
| لریس، کارولینای جنوبی              | ciudad | ۲۳۹۶         |
| لووندسویل، کارولینای جنوبی         | pueblo | ۱۲۸          |
| لاوری، کارولینای جنوبی             | pueblo | ۲۰۰          |
| لوگوف، کارولینای جنوبی             | CDP    | ۷۴۳۴         |
| لوری، کارولینای جنوبی              | pueblo | ۱۲۷          |
| لیدیا، کارولینای جنوبی             | CDP    | ۶۴۲          |
| لایمن، کارولینای جنوبی             | pueblo | ۳۲۴۳         |
| لینچبرگ، کارولینای جنوبی           | pueblo | ۳۷۳          |
| مکب، کارولینای جنوبی               | pueblo | ۸۶۷          |
| مک‌کلانویل، کارولینای جنوبی         | pueblo | ۴۹۹          |
| مک‌کول، کارولینای جنوبی             | pueblo | ۲۱۷۴         |
| مک‌کونلس، کارولینای جنوبی           | pueblo | ۲۵۵          |
| مک‌کورمیک، کارولینای جنوبی          | pueblo | ۲۷۸۳         |
| منینگ، کارولینای جنوبی             | ciudad | ۴۱۰۸         |
| مریون، کارولینای جنوبی             | ciudad | ۶۹۳۹         |
| ملدن، کارولینای جنوبی              | ciudad | ۲۲۸۸۹        |
| مایسویل، کارولینای جنوبی           | pueblo | ۷۳۱          |
| میوو، کارولینای جنوبی              | CDP    | ۱۵۹۲         |
| مگت، کارولینای جنوبی               | pueblo | ۱۲۲۶         |
| مووداک، کارولینای جنوبی            | CDP    | ۲۱۸          |
| مانرک میل، کارولینای جنوبی         | CDP    | ۱۸۱۱         |
| مونکس کرنر، کارولینای جنوبی        | pueblo | ۷۸۸۵         |
| مونتا، کارولینای جنوبی             | pueblo | ۲۳۶          |
| کارمل، کارولینای جنوبی             | CDP    | ۲۱۶          |
| ماونت کروگهان، کارولینای جنوبی     | pueblo | ۱۹۵          |
| ماونت پلزنت، کارولینای جنوبی       | pueblo | ۶۷۸۴۳        |
| موونتویل، کارولینای جنوبی          | CDP    | ۱۰۸          |
| مالبری، کارولینای جنوبی            | CDP    | ۵۲۹          |
| مولینس، کارولینای جنوبی            | ciudad | ۴۶۶۳         |
| مورفیس ایستیت، کارولینای جنوبی     | CDP    | ۱۴۴۱         |
| مورلس اینلت، کارولینای جنوبی       | CDP    | ۷۵۴۷         |
| مرتل بیچ، کارولینای جنوبی          | ciudad | ۲۷۱۰۹        |
| نیسس، کارولینای جنوبی              | pueblo | ۳۷۴          |
| نیوبری، کارولینای جنوبی            | ciudad | ۱۰۲۷۷        |
| نیو النتون، کارولینای جنوبی        | pueblo | ۲۰۵۲         |
| نیوپورت، کارولینای جنوبی           | CDP    | ۴۱۳۶         |
| نیوری                              | CDP    | ۱۷۲          |
| نیکلز، کارولینای جنوبی             | pueblo | ۳۶۸          |
| ناینتی سیکس، کارولینای جنوبی       | pueblo | ۱۹۹۸         |
| نوریس، کارولینای جنوبی             | pueblo | ۸۱۳          |
| نورت، کارولینای جنوبی              | pueblo | ۷۵۴          |
| نورت اگاستا، کارولینای جنوبی       | ciudad | ۲۱۳۴۸        |
| نورت چارلزتن، کارولینای جنوبی      | ciudad | ۹۷۴۷۱        |
| نورت هارتسویل، کارولینای جنوبی     | CDP    | ۳۲۵۱         |
| نرتلیک، کارولینای جنوبی            | CDP    | ۳۷۴۵         |
| نرت مرتل بیچ، کارولینای جنوبی      | ciudad | ۱۳۷۵۲        |
| نروی، کارولینای جنوبی              | pueblo | ۳۳۷          |
| اووک گروو، کارولینای جنوبی         | CDP    | ۱۰۲۹۱        |
| اووکلند، کارولینای جنوبی           | CDP    | ۱۲۳۲         |
| ولانتا، کارولینای جنوبی            | pueblo | ۵۶۳          |
| ولار، کارولینای جنوبی              | pueblo | ۲۵۷          |
| ارینجبرگ، کارولینای جنوبی          | ciudad | ۱۳۹۶۴        |
| آسویگوو، کارولینای جنوبی           | CDP    | ۸۴           |
| پاکولت، کارولینای جنوبی            | pueblo | ۲۲۳۵         |
| پاگلاند، کارولینای جنوبی           | pueblo | ۲۷۶۰         |
| پامپلیکو، کارولینای جنوبی          | pueblo | ۱۲۲۶         |
| پارکر، کارولینای جنوبی             | CDP    | ۱۱۴۳۱        |
| پارکسویل، کارولینای جنوبی          | pueblo | ۱۱۷          |
| پتریک، کارولینای جنوبی             | pueblo | ۳۵۱          |
| پاولیس آیلند، کارولینای جنوبی      | pueblo | ۱۰۳          |
| پاکسویل، کارولینای جنوبی           | pueblo | ۱۸۵          |
| پیک، کارولینای جنوبی               | pueblo | ۶۴           |
| پیلیان، کارولینای جنوبی            | pueblo | ۶۷۴          |
| پلزر، کارولینای جنوبی              | pueblo | ۸۹           |
| پندلتن، کارولینای جنوبی            | pueblo | ۲۹۶۴         |
| پری، کارولینای جنوبی               | pueblo | ۲۳۳          |
| پیکنز، کارولینای جنوبی             | ciudad | ۳۱۲۶         |
| پیدمانت، کارولینای جنوبی           | CDP    | ۵۱۰۳         |
| پاین ریج، کارولینای جنوبی          | pueblo | ۲۰۶۴         |
| پاینوود، کارولینای جنوبی           | pueblo | ۵۳۸          |
| پینوپولیس، کارولینای جنوبی         | CDP    | ۹۴۸          |
| پلام برنچ، کارولینای جنوبی         | pueblo | ۸۲           |
| پوماریا، کارولینای جنوبی           | pueblo | ۱۷۹          |
| پرت رویل، کارولینای جنوبی          | pueblo | ۱۰۶۷۸        |
| پوودرویل، کارولینای جنوبی          | CDP    | ۷۶۱۸         |
| پرینستن، کارولینای جنوبی           | CDP    | ۶۲           |
| پرایوتیر، کارولینای جنوبی          | CDP    | ۲۳۴۹         |
| پرامیس لند، کارولینای جنوبی        | CDP    | ۵۱۱          |
| پراسپریتی، کارولینای جنوبی         | pueblo | ۱۱۸۰         |
| کوینبی، کارولینای جنوبی            | pueblo | ۹۳۲          |
| راونل، کارولینای جنوبی             | pueblo | ۲۴۶۵         |
| رد بنک، کارولینای جنوبی            | CDP    | ۹۶۱۷         |
| رد هیل، کارولینای جنوبی            | CDP    | ۱۳۲۲۳        |
| روسویل، کارولینای جنوبی            | pueblo | ۱۹۶          |
| ریدویل، کارولینای جنوبی            | pueblo | ۶۰۱          |
| رمبرت، کارولینای جنوبی             | CDP    | ۳۰۶          |
| ریچبورگ، کارولینای جنوبی           | pueblo | ۲۷۵          |
| ریدگلاند، کارولینای جنوبی          | pueblo | ۴۰۳۶         |
| ریج اسپرینگ، کارولینای جنوبی       | pueblo | ۷۳۷          |
| ریدگویل، کارولینای جنوبی           | pueblo | ۱۹۷۹         |
| ریدگوای، کارولینای جنوبی           | pueblo | ۳۱۹          |
| ریورویو، کارولینای جنوبی           | CDP    | ۶۸۱          |
| راک هیل، کارولینای جنوبی           | ciudad | ۶۶۱۵۴        |
| راکویل، کارولینای جنوبی            | pueblo | ۱۳۴          |
| رووباک، کارولینای جنوبی            | CDP    | ۲۲۰۰         |
| رووسویل، کارولینای جنوبی           | pueblo | ۳۰۴          |
| روبی، کارولینای جنوبی              | pueblo | ۳۶۰          |
| راسلویل، کارولینای جنوبی           | CDP    | ۴۸۸          |
| سن اندروز، کارولینای جنوبی         | CDP    | ۲۰۴۹۳        |
| سن جرج، کارولینای جنوبی            | pueblo | ۲۰۸۴         |
| سن ماتیوس، کارولینای جنوبی         | pueblo | ۲۰۲۱         |
| سن استیون، کارولینای جنوبی         | pueblo | ۱۶۹۷         |
| سیلم، کارولینای جنوبی              | pueblo | ۱۳۵          |
| سلی، کارولینای جنوبی               | pueblo | ۳۹۸          |
| سلودا، کارولینای جنوبی             | pueblo | ۳۵۶۵         |
| سنگری، کارولینای جنوبی             | CDP    | ۸۲۲۰         |
| سانس سوسی، کارولینای جنوبی         | CDP    | ۷۸۶۹         |
| سنتی، کارولینای جنوبی              | pueblo | ۹۶۱          |
| ساکسون، کارولینای جنوبی            | CDP    | ۳۴۲۴         |
| اسکوشا، کارولینای جنوبی            | pueblo | ۲۱۵          |
| سکرنتون، کارولینای جنوبی           | pueblo | ۹۳۲          |
| سابروک آیلند، کارولینای جنوبی      | pueblo | ۱۷۱۴         |
| سلر، کارولینای جنوبی               | pueblo | ۲۱۹          |
| سنیکا، کارولینای جنوبی             | ciudad | ۸۱۰۲         |
| اسون اووک، کارولینای جنوبی         | CDP    | ۱۵۱۴۴        |
| شروون، کارولینای جنوبی             | pueblo | ۴۹۴          |
| شل پوینت، کارولینای جنوبی          | CDP    | ۲۳۳۶         |
| شایلوو، کارولینای جنوبی            | CDP    | ۲۱۴          |
| سیلوراسترت، کارولینای جنوبی        | pueblo | ۱۶۲          |
| سیمپسونویل، کارولینای جنوبی        | ciudad | ۱۸۲۳۸        |
| سیکس مایل، کارولینای جنوبی         | pueblo | ۶۷۵          |
| اسلاتر-ماریتا، کارولینای جنوبی     | CDP    | ۲۱۷۶         |
| سمواکس، کارولینای جنوبی            | pueblo | ۱۲۶          |
| سمرنا، کارولینای جنوبی             | pueblo | ۴۵           |
| اسنلینگ، کارولینای جنوبی           | pueblo | ۲۷۴          |
| سوکستی، کارولینای جنوبی            | CDP    | ۱۹۹۵۲        |
| سوشیتی هیل، کارولینای جنوبی        | pueblo | ۵۶۳          |
| کانگری جنوبی، کارولینای جنوبی      | pueblo | ۲۳۰۶         |
| شاپز جنوبی، کارولینای جنوبی        | CDP    | ۳۷۶۷         |
| سامتر جنوبی، کارولینای جنوبی       | CDP    | ۲۴۱۱         |
| اسپارتنبورگ، کارولینای جنوبی       | ciudad | ۳۷۰۱۳        |
| اسپرینگدیل، کارولینای جنوبی        | CDP    | ۲۵۷۴         |
| اسپرینگدیل، (کارولینای جنوبی)      | pueblo | ۲۶۳۶         |
| اسپرینگفیلد، کارولینای جنوبی       | pueblo | ۵۲۴          |
| استار، کارولینای جنوبی             | pueblo | ۱۷۳          |
| استارتکس، کارولینای جنوبی          | CDP    | ۸۵۹          |
| استاتبورگ، کارولینای جنوبی         | CDP    | ۱۳۸۰         |
| استوکی، کارولینای جنوبی            | pueblo | ۲۴۵          |
| سولیوانس آیلند، کارولینای جنوبی    | pueblo | ۱۷۹۱         |
| سامرتون، کارولینای جنوبی           | pueblo | ۱۰۰۰         |
| سامرویل، کارولینای جنوبی           | pueblo | ۴۳۳۹۲        |
| سامیت، کارولینای جنوبی             | pueblo | ۴۰۲          |
| سامتر، کارولینای جنوبی             | ciudad | ۴۰۵۲۴        |
| سورفسید بیچ، کارولینای جنوبی       | pueblo | ۳۸۳۷         |
| سوانسی، کارولینای جنوبی            | pueblo | ۸۲۷          |
| سیکمور، کارولینای جنوبی            | pueblo | ۱۸۰          |
| تیتوم، کارولینای جنوبی             | pueblo | ۷۵           |
| تیلور، کارولینای جنوبی             | CDP    | ۲۱۶۱۷        |
| تگا کی، کارولینای جنوبی            | ciudad | ۷۶۲۰         |
| تیگرویل، کارولینای جنوبی           | CDP    | ۱۳۱۲         |
| تیمونسویل، کارولینای جنوبی         | pueblo | ۲۳۲۰         |
| ترولر رست، کارولینای جنوبی         | ciudad | ۴۵۷۶         |
| ترنتن، کارولینای جنوبی             | pueblo | ۱۹۶          |
| تروی، کارولینای جنوبی              | pueblo | ۹۳           |
| توربویل، کارولینای جنوبی           | pueblo | ۷۶۶          |
| ولمر، کارولینای جنوبی              | pueblo | ۸۸           |
| ایونین، کارولینای جنوبی            | ciudad | ۸۳۹۳         |
| ایوتیکا، کارولینای جنوبی           | CDP    | ۱۴۸۹         |
| ولی فلز، کارولینای جنوبی           | CDP    | ۶۲۹۹         |
| ونس، کارولینای جنوبی               | pueblo | ۱۷۰          |
| وارنویل، کارولینای جنوبی           | pueblo | ۲۱۶۲         |
| Wade Hampton, South Carolina       | CDP    | ۲۰۶۲۲        |
| واگنر، کارولینای جنوبی             | pueblo | ۷۹۷          |
| والهالا، کارولینای جنوبی           | ciudad | ۴۲۶۳         |
| والیس، کارولینای جنوبی             | CDP    | ۸۹۲          |
| والتربورو، کارولینای جنوبی         | ciudad | ۵۳۹۸         |
| ورد، کارولینای جنوبی               | pueblo | ۹۱           |
| ور پلیس، کارولینای جنوبی           | CDP    | ۲۲۸          |
| ور شوول، کارولینای جنوبی           | pueblo | ۲۱۷۰         |
| وارنویل، (کارولینای جنوبی)         | CDP    | ۱۲۳۳         |
| وترلو، کارولینای جنوبی             | pueblo | ۱۶۶          |
| واتس میلز، کارولینای جنوبی         | CDP    | ۱۶۳۵         |
| ودگفیلد، کارولینای جنوبی           | CDP    | ۱۶۱۵         |
| ولکم، کارولینای جنوبی              | CDP    | ۶۶۶۸         |
| ولفورد، کارولینای جنوبی            | ciudad | ۲۳۷۸         |
| وست کلامبیا، کارولینای جنوبی       | ciudad | ۱۴۹۸۸        |
| وستمینستر، کارولینای جنوبی         | ciudad | ۲۴۱۸         |
| وست پلزر، کارولینای جنوبی          | pueblo | ۸۸۰          |
| وست ایونین، کارولینای جنوبی        | pueblo | ۲۹۱          |
| وهیتمیر، کارولینای جنوبی           | pueblo | ۱۴۴۱         |
| ویلکینسن هایت، کارولینای جنوبی     | CDP    | ۲۴۹۳         |
| ویلیمز، کارولینای جنوبی            | pueblo | ۱۱۷          |
| ویلیامستون، کارولینای جنوبی        | pueblo | ۳۹۳۴         |
| ویلینگتون، کارولینای جنوبی         | CDP    | ۱۴۲          |
| ویلستن، کارولینای جنوبی            | pueblo | ۳۱۳۹         |
| وینزر، کارولینای جنوبی             | pueblo | ۱۲۱          |
| وینسبورو، کارولینای جنوبی          | pueblo | ۳۵۵۰         |
| وینسبورو میلز، کارولینای جنوبی     | CDP    | ۱۸۹۸         |
| وودفیلد، کارولینای جنوبی           | CDP    | ۹۳۰۳         |
| وودفورد، کارولینای جنوبی           | pueblo | ۱۸۵          |
| وودروف، کارولینای جنوبی            | ciudad | ۴۰۹۰         |
| یماسی، کارولینای جنوبی             | pueblo | ۱۰۲۷         |
| یورک، کارولینای جنوبی              | ciudad | ۷۷۳۶         |

## جستارهای ویژه
- فهرست شهرهای کارولینای جنوبی